# Tarek Lazizi
Tarek Lazizi (en arabe : طارق لعزيزي), est un footballeur international algérien né le 8 juin 1971 à Alger. 
Il passe la majorité de sa carrière au MC Alger. Il est notamment connu pour avoir donné le tacle qui a brisé la carrière du joueur de l'USM Alger, Azzedine Rahim.
Il compte 60 sélections en équipe nationale entre 1989 et 1998.

## Biographie
Lazizi a été plafonné à tous les niveaux par l'Algérie. Il a reçu son premier appel à l'équipe nationale senior en 1989 pour un mini-tournoi au Cameroun en préparation de la Coupe d'Afrique des années 1990. Il a marqué 2 buts pour l'équipe nationale, le premier lors du match de la 1ère étape du match de la Coupe Afro-asiatique de 1991 contre l'Iran, deuxième dans les quarts de finale de la Coupe d'Afrique des Nations 1996 contre l'Afrique du Sud.

## Carrière
Il a été surnommé «camera» après le défenseur italien Franco Baresi et se souvient surtout de son entrainement sur l'attaquant de l'USM Alger, Azzedine Rahim.

### Clubs
- 1987-1996 :  MC Alger
- 1996-1998 :  Stade tunisien
- 1998-1999 :  Gençlerbirliği
- 1999-2002 :  MC Alger
- 2002-2003 :  Atlantis FC
- 2003-2005 :  MB Bouira

## Palmarès

### En club
- Vainqueur du Championnat d'Algérie de football avec le MC Alger en 1999
- Vainqueur de la Coupe de la Ligue avec le MC Alger en 1998

### En sélection
- Vainqueur de la Coupe d'Afrique des nations de football en 1990

- Vainqueur de la Coupe afro-asiatique des nations en 1991
- 60 matchs et 2 buts avec l'équipe d'Algérie de football.
- 3 participations à la Coupe d'Afrique des nations de football en 1990, 1992 et 1996.

### Distinctions honorifiques
- Meilleur joueur étranger du Championnat de Tunisie de football durant la saison 1996-1997